# Stereomyxida
Stereomyxida је мала група амебоидних протиста (царство Amoebozoa). Обухвата морске врсте са гранатим или мрежастим плазмодијама. Унутар ћелије налази се триламинатни центрозом. 

## Систематика и филогенија
Ред обухвата само једну фамилију, са два рода.
ред 
фамилија Stereomyxidae
род 
род 
У ранијим класификационим схемама, овај ред је припадао класи Acarpomyxea. Савремене класификације негирају постојање ове полифилетске кладе и ред Stereomyxida сврставају у царство Amoebozoa без одређене филогенетске позиције у односу на друге кладе, или у оквире класе Variosea (Conosea).